# Roeventerpeel
De Roeventerpeel is een natuurgebied ten oosten van Weert. Het is in beheer bij Staatsbosbeheer en het Limburgs Landschap en heeft een oppervlakte van 21 hectare. De Roeventerpeel is een lang en smal Peelven dat doorstroomd wordt door de Leukerbeek die hier ontstaat als een samenvloeiing van de Roevenlossing, de Schoorlossing en de Einderbeek. Stroomafwaarts sluit de Kootspeel hier op aan.
Deze laagte ligt op 29 m boven de zeespiegel, terwijl het omringende land meer dan 31 m hoog ligt. Aan de noordwestzijde ligt een leemrijk plateau. Daar vindt men veenmosvegetatie en berkenbroek. Voorts is er een deel van het gebied waar in het verleden rabatten zijn aangelegd en waar een verdroogd berkenbroekbos aangetroffen wordt. Op enkele zandkoppen is naaldbos te vinden. Het moerasbos heeft een rijke vogelstand.
Het gebied is genoemd naar de buurtschap Roeven, die zich anderhalve kilometer noordelijk ervan op het grondgebied van de gemeente Nederweert bevindt.